# For What It's Worth (Placebo)
For What It's Worth è un singolo del gruppo musicale britannico Placebo, pubblicato il 20 aprile 2009 come primo estratto dal sesto album in studio Battle for the Sun.

## Tracce
Testi e musiche dei Placebo, eccetto dove indicato.
Download digitale, CD promozionale
1. For What It's Worth – 2:52

CD
1. For What It's Worth (Original Version) – 2:52
2. Wouldn't It Be Good – 3:22 (Nik Kershaw)
3. For What It's Worth (Demo Version) – 2:41

7"
- Lato A

1. For What It's Worth – 2:52

- Lato B

1. Wouldn't It Be Good – 3:22 (Nik Kershaw)